# اسکوله
اسکوله (به انگلیسی: Skole) نام شهری است که در استان لفیف اوکراین قرار دارد. که جمعیت این شهر ۶,۱۰۴ (۲۰۲۱ تخمینی) نفر بوده است.

## نگارخانه

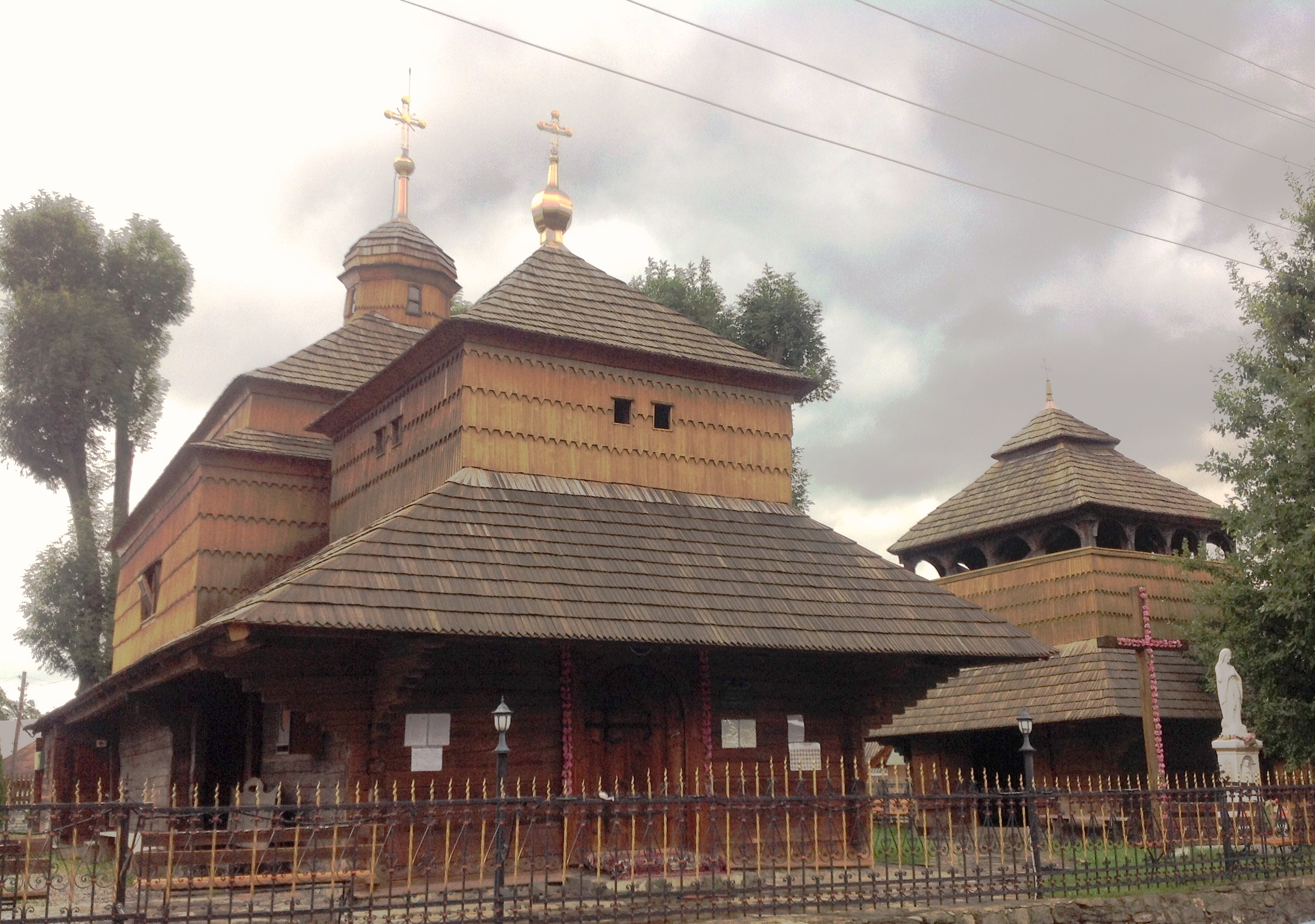
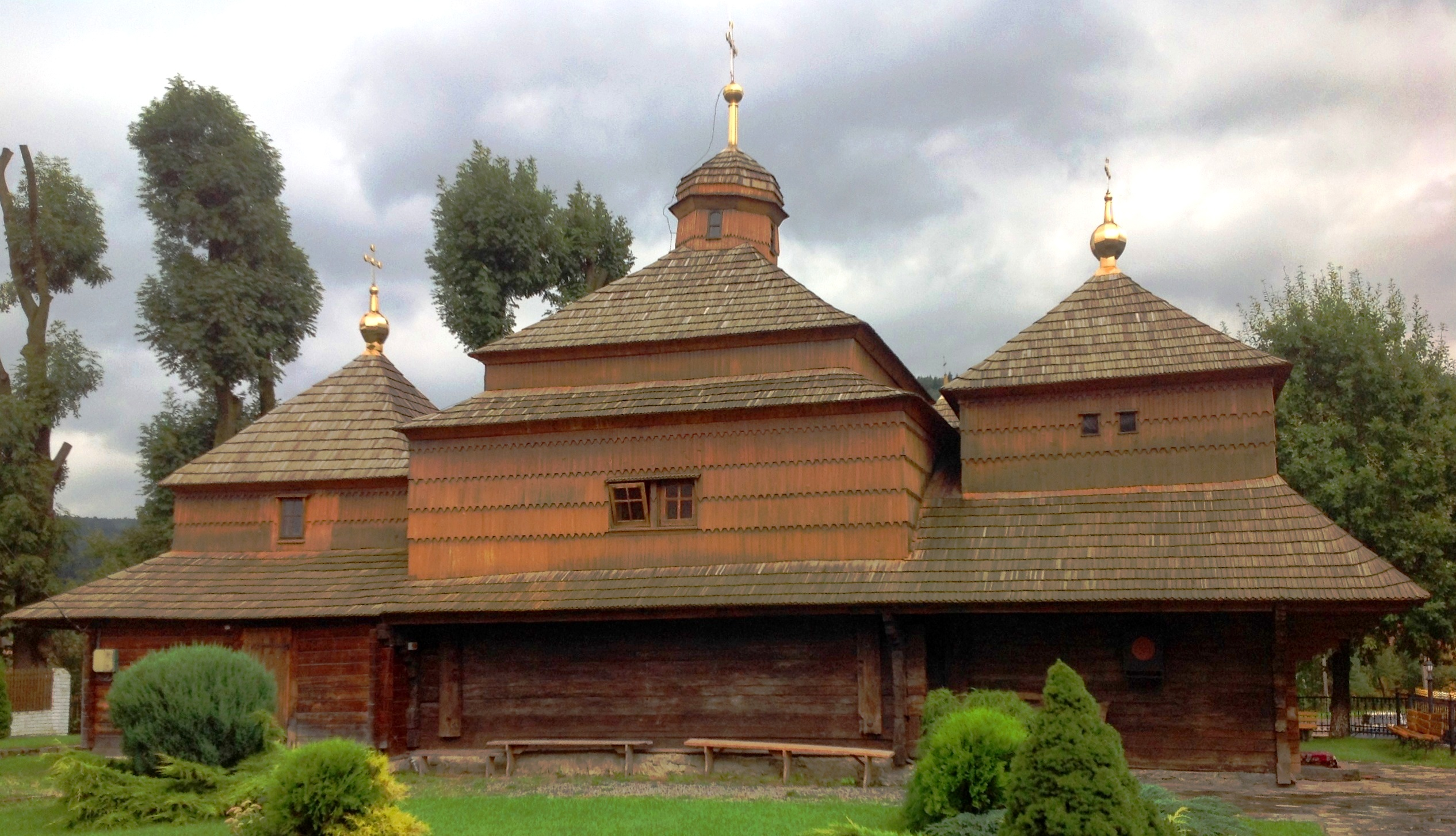
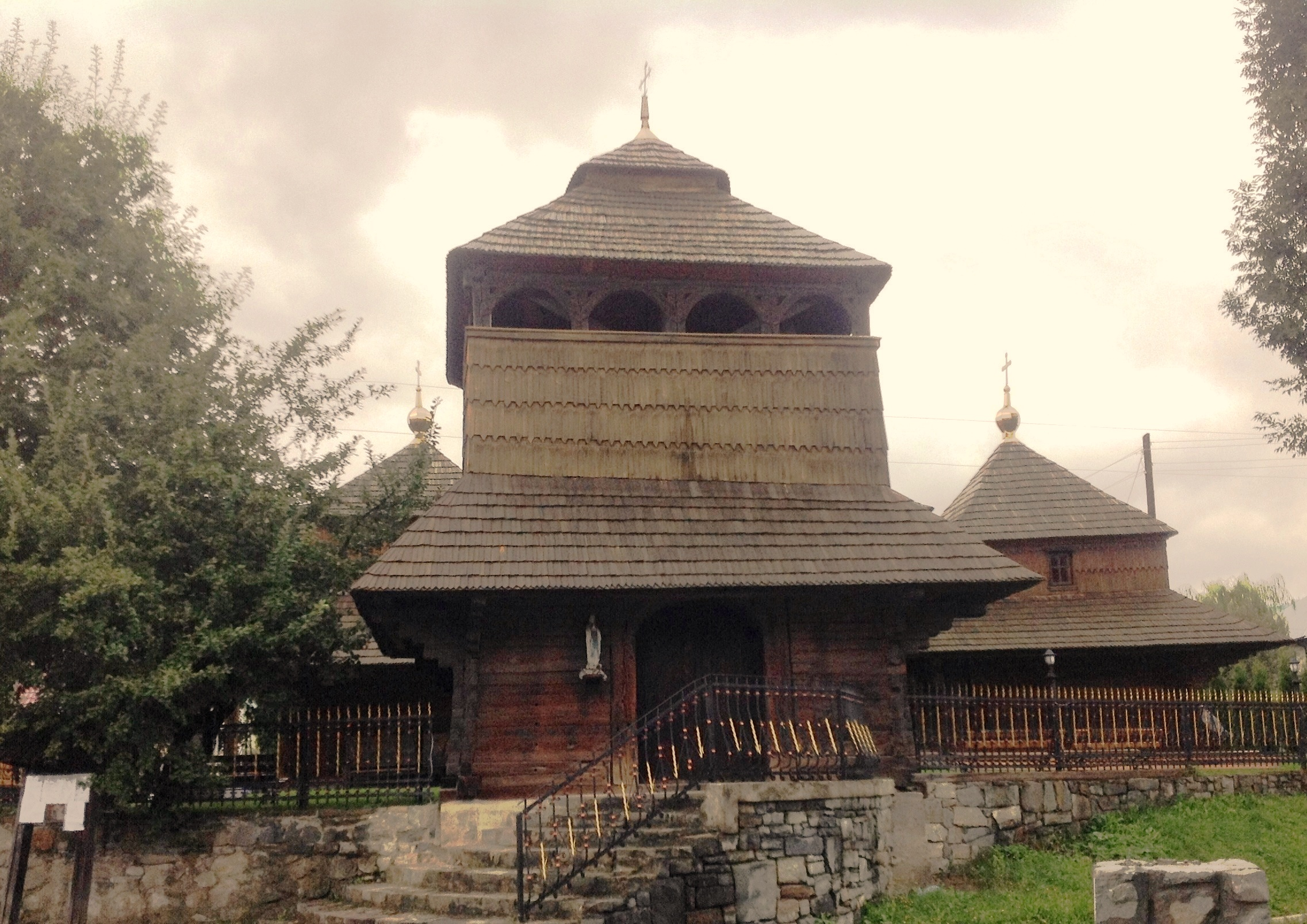
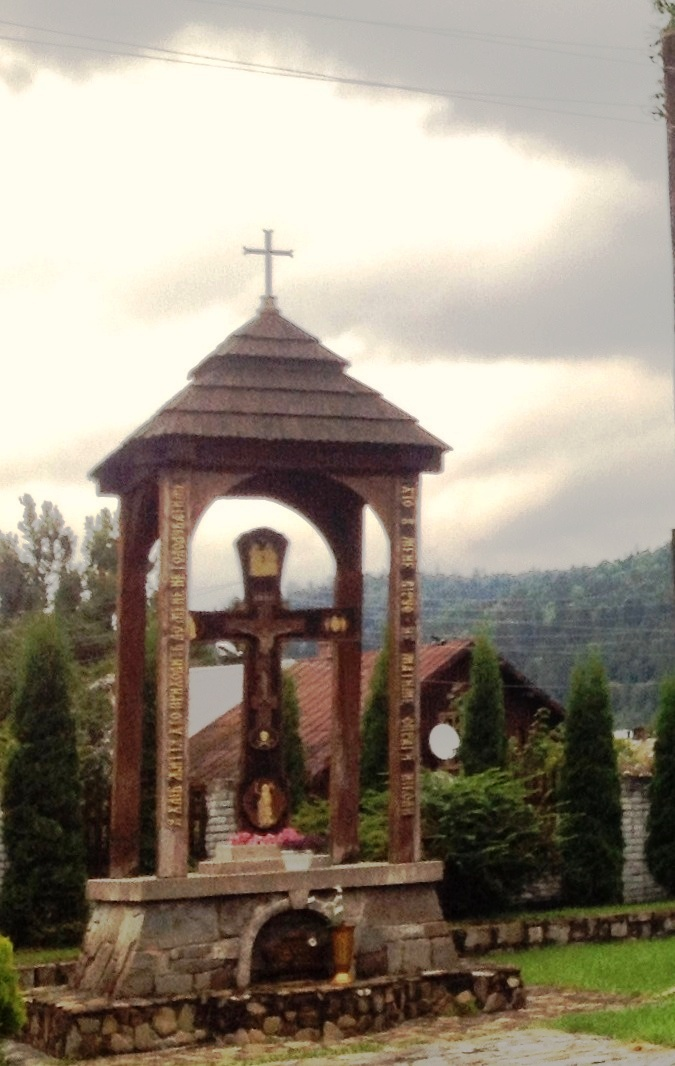